# Granki (obwód smoleński)
Granki (ros. Гранки) – wieś (ros. деревня, trb. dieriewnia) w zachodniej Rosji, w osiedlu wiejskim Czistikowskoje rejonu rudniańskiego w obwodzie smoleńskim.

## Geografia
Miejscowość położona jest przy przystanku kolejowym Posiełkowaja, 1 km od drogi federalnej R120 (Orzeł – Briańsk – Smoleńsk – granica z Białorusią), 19 km od centrum administracyjnego osiedla wiejskiego (Czistik), 24,5 km od centrum administracyjnego rejonu (Rudnia), 40 km od Smoleńska.
W granicach miejscowości znajdują się ulice: 1-ja Rabocznaja, 2-ja Rabocznaja, 40 let Oktiabria, Bolszaja Sowietskaja, Gagarina, Nagornaja, Nowaja, Mietałlistow, Pierwomajskaja, Puszkina, Sadowaja, Szkolnaja, Szkolnyj pierieułok, Szossiejnaja, Zielonaja Roszcza, pierieułok Zielonaja Roszcza, Żeleznodorożnaja.

## Demografia
W 2007 r. miejscowość zamieszkiwały 243 osoby.

## Historia
W czasie II wojny światowej od lipca 1941 roku wieś była okupowana przez hitlerowców. Wyzwolenie nastąpiło w październiku 1943 roku.
Uchwałą z dnia 20 grudnia 2018 roku w skład jednostki administracyjnej Czistikowskoje weszły wszystkie miejscowości (w tym Granki) osiedla wiejskiego Smoligowskoje.